# Baldriga bruna
La baldriga bruna (Ardenna carneipes) és una espècie d'ocell de la família dels procel·làrids (Procellariidae), d'hàbits pelàgics, que habita la zona meridional dels oceans Pacífic i Índic i migra cap al nord durant l'hivern austral. Cria a la costa occidental d'Austràlia, l'Illa del Nord de Nova Zelanda i l'illa de Lord Howe